# Akbar Veliki
Dželaludin Muhamed Akbar poznatiji kao Akbar Veliki (Umarkot, Sind, 15. kolovoza 1542. – Agra, 16. kolovoza 1605.) bio je vladar Mogulskog Carstva koji je vladao od 1556. godine. Poznat kao jedan od najvećih i najznačajnijih vladara Indije u povijesti. Rođen je u Iranu kao izbjeglica, a na prijestolje dolazi kao zakoniti nasljednik svoga oca Humayuna s trinaest godina. To je jedini slučaj u povijesti mogulskih dinastija da je vladar došao na prijestolje bez rata ili krvoprolića.
Njegov stariji brat Muhammed Hakim nije se protivio imenovanju mlađeg brata za vladara. On je jedini od mogulskih vlastodržaca koji je bio potpuno nepismen ali je imao veliku žeđ za znanjem i volju za učenjem. Iako je bio nepismen, "pročitao" je stotine svitaka svetih i učenih tekstova tako što su mu ih čitali njegovi dvorjani.
Na početku svoje vladavine, do punoljetnosti državne poslove u njegovo ime vodio je Bahram Khan. Potpuno odan i iznimno učen i inteligentan čovjek. Kad je Akbar navršio 18 godina, Bahram Khan se povlači iz javnog i političkog života, a mjesto njega glavni utjecaj na vladara ima njegova dadilja, Maham Anga. Poslije 1562. Akbar vlada potpuno samostalno.
Učvrstio je vlast mogulske dinastije, ujedinio Indiju i uspješnim ratovanjem proširio granice države, te skršio moć lokalnih velikaša. Mnogim reformama učvrstio je središnju vlast, podupirao je znanstvenike i umjetnike. Iako sam musliman, dopustio je slobodno ispovijedanje vjere svim državljanima i odupirao se vjerskom fanatizmu muslimana. U nastojanju da pomiri hindue i muslimane pokušao je stvoriti sinkretičku vjeru (dīn-i-ilāhī) u kojoj je on bio vrhovni poglavar. Mauzolej mu je sagrađen 1612. – 13. u Sikanderu kraj Agre.

## Vanjske poveznice
- Akbar.
- Akbarova vladavina.  Arhivirana inačica izvorne stranice od 30. rujna 2007. (Wayback Machine)
- Mogulski car Akbar: Svijet biografija.  Arhivirana inačica izvorne stranice od 30. lipnja 2009. (Wayback Machine)
- Fotografije Akbarovog mauzoleja.